# El Cid
Rodrigo Diaz de Vivar er den spanske nationalhelt, (el Campeador ("Kæmperen")), der fik tilnavnet El Cid. Ordet kommer af det arabiske Al-Sayyid, der betyder "Herren".
El Cid blev født ca. 1043 i landsbyen Vivar, som ligger 7 km fra Burgos. Han var søn af en kastiliansk herremand. Han tjente først under kong Sancho 2. af Kastilien. Da Sancho blev myrdet, gav El Cid sig i tjeneste hos broderen, kong Alfonso 6., der var fætter til Jimena Diaz, El Cids hustru. I 1081 blev han fordrevet af kongen og rejste til den mauriske fyrste af Zaragoza, som han forsvarede bl.a. mod kristne herskere. I 1094 erobrede han imidlertid fyrstendømmet Valencia fra maurerne, og han forsvarede det til sin død i 1099 mod de indtrængende almoravider.
Ganske hurtigt blev El Cid til en litterær skikkelse. Allerede i 1140 kender man digtet Canto del mio Cid. Det berømmer El Cid som de spanske ridderes ideal. I den forbindelse overser man flot, at El Cid også stod i maurernes tjeneste. Han beskrives som kristenhedens forsvarer og som den, der sejrer over maurerne. Dette epos er ét af den spanske middelalders største værker, og et vigtigt element i myten om den kristne generobring af al-Andalus fra muslimsk kontrol.
I 1636 offentliggjorde Pierre Corneille en tragikomedie med titlen Le Cid, hvad der udløste en litterær fejde. Figuren Cid har også beskæftiget forfattere og komponister helt op til vores tid, jævnfør operaen af Massenet fra 1885 og Anthony Manns film, El Cid, fra 1961 med Charlton Heston og Sophia Loren i hovedrollerne.